# Trump World Tower
À ne pas confondre avec les deux autres gratte-ciel de New York Trump Tower et Trump Building
La Trump World Tower est un gratte-ciel résidentiel qui est situé au 845 United Nations Plaza sur la Première Avenue, entre la 47e et la 48e rue, dans l'arrondissement de Manhattan à New York.

## Histoire
Sa construction a débuté en 1999 et s'est achevée mi 2000. Elle mesure 262 mètres et compte 72 étages. Construite avant la 21st Century Tower de Dubaï, haute de 269 mètres et de la Tower Palace 3 Tower G à Séoul en 2004, la Trump World Tower fut le plus haut immeuble "résidentiel" du monde pendant près de deux ans. Sa construction a coûté 700 millions de dollars.
Sa construction a été financée par le milliardaire américain de l'immobilier, Donald Trump, qui a donné son nom à de nombreux bâtiments de la ville de New York, parmi lesquels la Trump Tower et le 40 Wall Street aussi connu sous le nom de Trump Building. Son architecte est Costas Kondylis.
De nombreuses personnes s'étaient opposées à la construction de ce building, en raison de son aspect massif et de sa couleur noire, mais surtout de sa proximité avec le siège des Nations unies, qu'il dépasserait largement en taille. Cependant, la Trump World Tower a réussi à s'intégrer à la "skyline" du nord de Manhattan, en raison de sa proximité avec plusieurs bâtiments célèbres, comme le Chrysler Building, où le MetLife Building, visibles à ses côtés depuis l'East River, et depuis Queens ou Brooklyn.
Le bâtiment est construit en béton, ce qui offre une bonne résistance au vent, et les larges baies vitrées de l'immeuble permettent des vues imprenables sur Midtown d'une part, et sur Brooklyn et Queens d'autre part, de l'autre côté de l'East River. Cette situation exceptionnelle explique les prix faramineux des appartements de la tour, qui sont vendus à un million de dollars au minimum, un studio coûtant en moyenne , 585 000 dollars, et l'appartement le plus cher 13 500 000 dollars. Au sommet de l'immeuble (sur les trois étages les plus élevés) se trouve un appartement géant, dont la surface s'élève à 1 858 m2. Il a coûté à lui seul 58 millions. Comme il ne se vendait pas, il fut séparé en trois appartements plus petits, qui ne tardèrent pas à être achetés par des New-Yorkais fortunés. Les prix des locations par des propriétaires privés s'échelonnent entre 2 200 et 3 300 dollars pour un studio, et s'élèvent à plus de 3 200 dollars pour un appartement avec une chambre (51  à   83 m2).[réf. nécessaire]
Plusieurs scènes de l'émission de télé réalité de la NBC The Apprentice et de l'émission Extra ont été tournées dans la Trump World Tower. Le building a en outre été le théâtre de la publicité pour la Mercedes Benz SLR McLaren, où Beyonce Knowles apparut en vedette, et selon plusieurs magazines new-yorkais, plusieurs célébrités, parmi lesquelles Harrison Ford, Bill Gates, Sophia Loren et Kellyanne Conway posséderaient un appartement dans le bâtiment.

## En culture populaire
Le bâtiment et certaines de ses unités en copropriété ont déjà été présentés sur The Apprentice de NBC, qui présentait Trump. Il est également apparu sur l'émission de télévision souscrite NBC Extra Saison 13 - Épisode 193. Le bâtiment a également figuré en grande partie dans le film sorti en 2007 7 h 58 ce samedi-là .
Le personnage principal du roman Cosmopolis de Don Delillo en 2003 réside dans les trois derniers étages d'un immeuble qui, bien que sans nom, est décrit comme la plus haute tour résidentielle de New York et située sur la First Avenue à Midtown Manhattan.